# مارينوس سورينسن
مارينوس سورينسن (بالدنماركية: Marinus Sørensen)‏ هو منافس ألعاب قوى دنماركي، ولد في 29 يناير 1898، وتوفي في 19 فبراير 1962.

## وصلات خارجية
- مارينوس سورينسن على موقع أوليمبيديا (الإنجليزية)